# Gran Premio di Francia 1993
Il Gran Premio di Francia 1993 è stato un Gran Premio di Formula 1 disputato il 4 luglio 1993 sul circuito di Magny Cours. La gara è stata vinta da Alain Prost su Williams.

## Qualifiche
Dopo che nelle prime sette gare della stagione Prost era sempre partito dalla pole position, nel Gran Premio di casa il francese è battuto dal compagno di squadra Hill, che lo precede di un decimo e mezzo. Sorprende la Ligier, particolarmente competitiva nel Gran Premio di casa e capace di piazzare Brundle e Blundell in terza e quarta posizione; la scuderia francese non otteneva un terzo posto in qualifica dal Gran Premio del Canada 1980 con Didier Pironi. Quinto è Senna, davanti ad Alesi, Schumacher e alle sorprese Barrichello, Comas ed Alliot. In difficoltà Berger e Andretti, rispettivamente quattordicesimo e sedicesimo. 

### Classifica
| Pos                     | No | Pilota               | Costruttore               | Tempo    | Distacco |
| ----------------------- | -- | -------------------- | ------------------------- | -------- | -------- |
| 1                       | 0  | Damon Hill           | Williams - Renault        | 1:14.382 |          |
| 2                       | 2  | Alain Prost          | Williams - Renault        | 1:14.524 | +0.142   |
| 3                       | 25 | Martin Brundle       | Ligier - Renault          | 1:16.169 | +1.787   |
| 4                       | 26 | Mark Blundell        | Ligier - Renault          | 1:16.203 | +1.821   |
| 5                       | 8  | Ayrton Senna         | McLaren - Ford            | 1:16.264 | +1.882   |
| 6                       | 27 | Jean Alesi           | Ferrari                   | 1:16.662 | +2.280   |
| 7                       | 5  | Michael Schumacher   | Benetton - Ford           | 1:16.720 | +2.338   |
| 8                       | 14 | Rubens Barrichello   | Jordan - Hart             | 1:17.168 | +2.786   |
| 9                       | 20 | Érik Comas           | Larrousse - Lamborghini   | 1:17.170 | +2.788   |
| 10                      | 19 | Philippe Alliot      | Larrousse - Lamborghini   | 1:17.190 | +2.808   |
| 11                      | 29 | Karl Wendlinger      | Sauber - Ilmor            | 1:17.315 | +2.933   |
| 12                      | 6  | Riccardo Patrese     | Benetton - Ford           | 1:17.362 | +2.980   |
| 13                      | 10 | Aguri Suzuki         | Footwork - Mugen-Honda    | 1:17.441 | +3.059   |
| 14                      | 28 | Gerhard Berger       | Ferrari                   | 1:17.456 | +3.074   |
| 15                      | 9  | Derek Warwick        | Footwork - Mugen-Honda    | 1:17.598 | +3.216   |
| 16                      | 7  | Michael Andretti     | McLaren - Ford            | 1:17.659 | +3.277   |
| 17                      | 11 | Alessandro Zanardi   | Lotus - Ford              | 1:17.706 | +3.324   |
| 18                      | 30 | Jyrki Järvilehto     | Sauber - Ilmor            | 1:17.812 | +3.430   |
| 19                      | 12 | Johnny Herbert       | Lotus - Ford              | 1:17.862 | +3.480   |
| 20                      | 15 | Thierry Boutsen      | Jordan - Hart             | 1:17.997 | +3.615   |
| 21                      | 3  | Ukyo Katayama        | Tyrrell - Yamaha          | 1:19.143 | +4.761   |
| 22                      | 22 | Luca Badoer          | Scuderia Italia - Ferrari | 1:19.493 | +5.111   |
| 23                      | 23 | Christian Fittipaldi | Minardi - Ford            | 1:19.519 | +5.137   |
| 24                      | 24 | Fabrizio Barbazza    | Minardi - Ford            | 1:19.691 | +5.309   |
| 25                      | 4  | Andrea De Cesaris    | Tyrrell - Yamaha          | 1:19.856 | +5.474   |
| Vetture non qualificate |    |                      |                           |          |          |
| NQ                      | 21 | Michele Alboreto     | Scuderia Italia - Ferrari | 1:20.130 | +5.748   |

## Gara
Al via l'ordine rimane pressoché invariato, a parte il sorpasso di Schumacher su Alesi, con Hill che si porta al comando davanti a Prost, Brundle, Blundell, Senna, Schumacher e Alesi. Al 21º giro, Blundell ha un'incomprensione con il doppiato De Cesaris, finendo contro le barriere; non ci sono altri cambiamenti fino alla prima serie di cambi gomme, nella quale Prost sopravanza Hill, prendendo la testa della corsa. Più dietro, Brundle è pressato da Senna e Schumacher, che lo passano dopo la seconda serie di pit stop; più tardi, approfittando del doppiaggio di Warwick, il tedesco ha la meglio anche sul pilota della McLaren, portandosi al terzo posto. Prost vince quindi con un vantaggio minimo su Hill, seguito sul traguardo da Schumacher, Senna, Brundle e Andretti.

### Classifica
| Pos      | No | Pilota               | Costruttore               | Giri | Tempo/Ritiro    | Partenza | Punti |
| -------- | -- | -------------------- | ------------------------- | ---- | --------------- | -------- | ----- |
| 1        | 2  | Alain Prost          | Williams - Renault        | 72   | 1:38:35.241     | 2        | 10    |
| 2        | 0  | Damon Hill           | Williams - Renault        | 72   | +0.342          | 1        | 6     |
| 3        | 5  | Michael Schumacher   | Benetton - Ford           | 72   | +21.209         | 7        | 4     |
| 4        | 8  | Ayrton Senna         | McLaren - Ford            | 72   | +32.405         | 5        | 3     |
| 5        | 25 | Martin Brundle       | Ligier - Renault          | 72   | +33.795         | 3        | 2     |
| 6        | 7  | Michael Andretti     | McLaren - Ford            | 71   | +1 giro         | 16       | 1     |
| 7        | 14 | Rubens Barrichello   | Jordan - Hart             | 71   | +1 giro         | 8        |       |
| 8        | 23 | Christian Fittipaldi | Minardi - Ford            | 71   | +1 giro         | 23       |       |
| 9        | 19 | Philippe Alliot      | Larrousse - Lamborghini   | 70   | +2 giri         | 10       |       |
| 10       | 6  | Riccardo Patrese     | Benetton - Ford           | 70   | +2 giri         | 12       |       |
| 11       | 15 | Thierry Boutsen      | Jordan - Hart             | 70   | +2 giri         | 20       |       |
| 12       | 10 | Aguri Suzuki         | Footwork - Mugen-Honda    | 70   | +2 giri         | 13       |       |
| 13       | 9  | Derek Warwick        | Footwork - Mugen-Honda    | 70   | +2 giri         | 15       |       |
| 14       | 28 | Gerhard Berger       | Ferrari                   | 70   | +2 giri         | 14       |       |
| 15       | 4  | Andrea De Cesaris    | Tyrrell - Yamaha          | 68   | +4 giri         | 25       |       |
| 16       | 20 | Érik Comas           | Larrousse - Lamborghini   | 66   | Cambio          | 9        |       |
| Ritirato | 27 | Jean Alesi           | Ferrari                   | 47   | Motore          | 6        |       |
| Ritirato | 22 | Luca Badoer          | Scuderia Italia - Ferrari | 28   | Sospensione     | 22       |       |
| Ritirato | 29 | Karl Wendlinger      | Sauber - Ilmor            | 25   | Cambio          | 11       |       |
| Ritirato | 30 | Jyrki Järvilehto     | Sauber - Ilmor            | 22   | Cambio          | 18       |       |
| Ritirato | 26 | Mark Blundell        | Ligier - Renault          | 20   | Testacoda       | 4        |       |
| Ritirato | 12 | Johnny Herbert       | Lotus - Ford              | 16   | Testacoda       | 19       |       |
| Ritirato | 24 | Fabrizio Barbazza    | Minardi - Ford            | 16   | Cambio          | 24       |       |
| Ritirato | 3  | Ukyo Katayama        | Tyrrell - Yamaha          | 9    | Perdita d'olio  | 21       |       |
| Ritirato | 11 | Alessandro Zanardi   | Lotus - Ford              | 3    | Sospensione     | 17       |       |
| NQ       | 21 | Michele Alboreto     | Scuderia Italia - Ferrari | /    | Non qualificato |          |       |

## Classifiche

### Piloti
| Pos. | Pilota               | Punti |
| ---- | -------------------- | ----- |
| 1    | Alain Prost          | 57    |
| 2    | Ayrton Senna         | 45    |
| 3    | Damon Hill           | 28    |
| 4    | Michael Schumacher   | 24    |
| 5    | Martin Brundle       | 9     |
| 6    | Mark Blundell        | 6     |
| 6    | Johnny Herbert       | 6     |
| 8    | Jyrki Järvilehto     | 5     |
| 8    | Christian Fittipaldi | 5     |
| 8    | Riccardo Patrese     | 5     |
| 8    | Gerhard Berger       | 5     |
| 12   | Jean Alesi           | 4     |
| 13   | Michael Andretti     | 3     |
| 14   | Philippe Alliot      | 2     |
| 14   | Fabrizio Barbazza    | 2     |
| 16   | Alessandro Zanardi   | 1     |
| 16   | Karl Wendlinger      | 1     |

### Costruttori
| Pos. | Team                    | Punti |
| ---- | ----------------------- | ----- |
| 1    | Williams - Renault      | 85    |
| 2    | McLaren - Ford          | 48    |
| 3    | Benetton - Ford         | 29    |
| 4    | Ligier - Renault        | 15    |
| 5    | Ferrari                 | 9     |
| 6    | Lotus - Ford            | 7     |
| 6    | Minardi - Ford          | 7     |
| 8    | Sauber - Ilmor          | 6     |
| 9    | Larrousse - Lamborghini | 2     |

## Fonti
- Grandprix.com. URL consultato il 1º giugno 2009.
- Teamdan.org, su silhouet.com. URL consultato il 1º giugno 2009.
- GpUpdate.com [collegamento interrotto], su f1.gpupdate.net. URL consultato il 1º giugno 2009.